# Vamos Juntos
Vamos Juntos (em castelhano:  Vamos Juntos) foi uma coalizão política da cidade de Buenos Aires fundada em 2017 a partir do acordo estabelecido entre Elisa Carrió (Coalizão Cívica ARI) e Horacio Rodríguez Larreta (Proposta Republicana).

## História

### Contexto pré-eleitoral
Antes das eleições legislativas de 2017, o PRO e a Coalizão Cívica ARI, decidiram formar a aliança Mudemos na Cidade Autónoma de Buenos Aires. Mas a União Cívica Radical, um dos partidos fundadores da coalizão, optou por estabelecer uma aliança com Martín Lousteau e criar a frente Evolução Cidadã, e impediu mediante um amparo judicial aos outros dois partidos usar a marca «Mudemos».